# Distrito electoral de Blue Creek (condado de Garden, Nebraska)
Blue Creek (en inglés: Blue Creek Precinct) es un distrito electoral ubicado en el condado de Garden en el estado estadounidense de Nebraska. En el Censo de 2010 tenía una población de 553 habitantes y una densidad poblacional de 0,38 personas por km².

## Geografía
Blue Creek se encuentra ubicado en las coordenadas 41°35′23″N 102°7′48″O / 41.58972, -102.13000. Según la Oficina del Censo de los Estados Unidos, Blue Creek tiene una superficie total de 1470.75 km², de la cual 1461.93 km² corresponden a tierra firme y (0.6%) 8.81 km² es agua.

## Demografía
Según el censo de 2010, había 553 personas residiendo en Blue Creek. La densidad de población era de 0,38 hab./km². De los 553 habitantes, Blue Creek estaba compuesto por el 95.3% blancos, el 0.54% eran afroamericanos, el 1.27% eran amerindios, el 1.63% eran de otras razas y el 1.27% pertenecían a dos o más razas. Del total de la población el 3.07% eran hispanos o latinos de cualquier raza.